# David Broome
David McPherson Broome (Cardiff, 1 de marzo de 1940) es un jinete británico que compitió en la modalidad de salto ecuestre.
Participó en cinco Juegos Olímpicos de Verano, obteniendo dos medallas de bronce en la prueba individual, en Roma 1960 y México 1968, el cuarto lugar en Tokio 1964, el cuarto en Múnich 1972 y el sexto en Seúl 1988, en la prueba por equipos.
Ganó cinco medallas en el Campeonato Mundial de Saltos Ecuestres entre los años 1960 y 1990, y siete medallas en el Campeonato Europeo de Saltos Ecuestres entre los años 1961 y 1991.
En los Juegos Olímpicos de Múnich 1972 fue el abanderado del Reino Unido en la ceremonia de apertura.

## Palmarés internacional
| Juegos Olímpicos   | Juegos Olímpicos          | Juegos Olímpicos  | Juegos Olímpicos |
| Año                | Lugar                     | Medalla           | Categoría        |
| ------------------ | ------------------------- | ----------------- | ---------------- |
| 1960               | Roma (Italia)             | Medalla de bronce | Individual       |
| 1968               | Ciudad de México (México) | Medalla de bronce | Individual       |
| Campeonato Mundial |                           |                   |                  |
| Año                | Lugar                     | Medalla           | Categoría        |
| 1960               | Venecia (Italia)          | Medalla de bronce | Individual       |
| 1970               | La Baule (Francia)        | Medalla de oro    | Individual       |
| 1978               | Aquisgrán (RFA)           | Medalla de oro    | Por equipos      |
| 1982               | Dublín (Irlanda)          | Medalla de bronce | Por equipos      |
| 1990               | Estocolmo (Suecia)        | Medalla de bronce | Por equipos      |
| Campeonato Europeo |                           |                   |                  |
| Año                | Lugar                     | Medalla           | Categoría        |
| 1961               | Aquisgrán (RFA)           | Medalla de oro    | Individual       |
| 1967               | Róterdam (Países Bajos)   | Medalla de oro    | Individual       |
| 1969               | Hickstead (Reino Unido)   | Medalla de oro    | Individual       |
| 1977               | Viena (Austria)           | Medalla de plata  | Por equipos      |
| 1979               | Róterdam (Países Bajos)   | Medalla de oro    | Por equipos      |
| 1983               | Hickstead (Reino Unido)   | Medalla de plata  | Por equipos      |
| 1991               | La Baule (Francia)        | Medalla de plata  | Por equipos      |